# Leioproctus pappus
Leioproctus pappus är en biart som beskrevs av Houston 1989. Leioproctus pappus ingår i släktet Leioproctus och familjen korttungebin. Inga underarter finns listade i Catalogue of Life.

## Bildgalleri

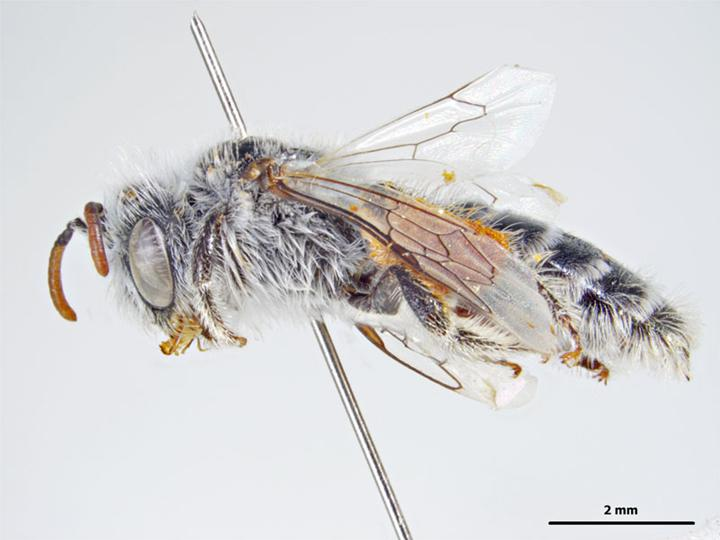
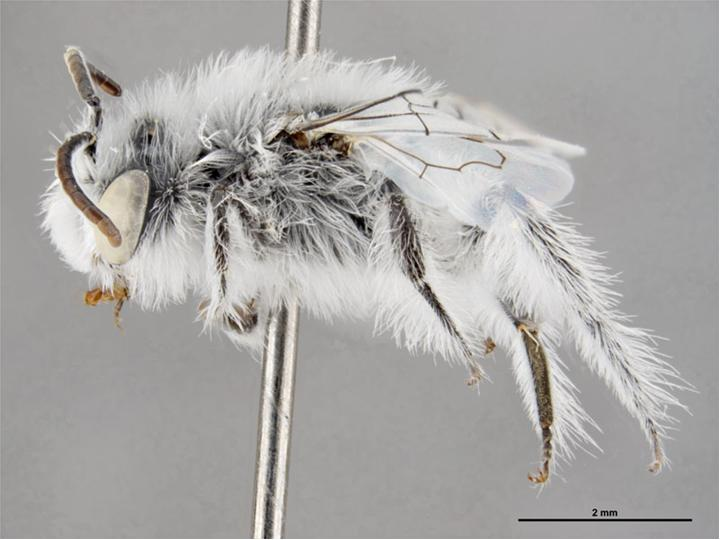